# ТИ-67
Ti-67 («Тиран 4», Tiran 5, ивр. טירן‎) — израильские модификации советских средних и основных танков T-54, Т-55 и Т-62.
Производились в конце 1960-х и начале 1970-х годов, ремонтировались и модернизировались военной промышленностью Израиля.

## История создания
Сложившаяся со времен Войны за Независимость ситуация с регулярными перебоями в снабжении государства оборонной техникой приучила израильских оборонщиков к бережному использованию существующего устаревшего и трофейного оборудования. Многие образцы броневого и танкового вооружения и техники (БТВТ) были многократно модернизированы, а когда дальнейшая модернизация становилась невозможна — переоборудованы в другие разновидности БТВТ. Многие танки были переделаны в САУ, самоходные миномёты, БТРы или эвакуационные машины. Не остались невостребованными и трофейные боевые машины, захваченные во многочисленных конфликтах с соседями.
В 1967 году Израиль захватил значительное количество БТВТ y Сирии и Египта, в том числе танков T-54/55, около 200 из них являлись исправными, а среди остальных было много танков с незначительными повреждениями.
В июле 1967 года основные танки Т-54 и Т-55 были приняты на вооружение ЦАХАЛ.
На первом этапе танки Т-54 и Т-55 проходили через ремонт, техническое обслуживание и стандартизацию — замену пулемётов и радиооборудования, а также ряд других мелких изменений. Для ремонта и техобслуживания запасные части снимались с трофейных машин, частично производились в Израиле, частично закупались в Финляндии.
В Армии обороны Израиля танки Т-54/55, а затем и Т-62 получили название «Tiran». Причем название это заимствовано не у острова на выходе из залива Эйлат в Красном море, а «тиран» в смысле «жестокий правитель». Существовало несколько модификаций этого танка.

## Модификации
В зависимости от модификации, танки получили следующие обозначения:
ТИ-67 — собирательный термин для модифицированных Израилем T-54 и T-55 (67 означает год Шестидневной войны: 1967).
- «Тиран-1» — немодифицированный Т-54.
- «Тиран-2» — немодифицированный Т-55.
- «Тиран-4» — Т-54 со штатной 100-мм пушкой. Установлены два или три 7,62-мм пулемёта Браунинг M1919 (спаренный и на шкворневых установках у люков командира и заряжающего) и один 12,7-мм пулемёт Browning М2НВ (над стволом орудия, с дистанционным электроспуском), 60-мм миномёт «солтам» на правом борту башни (на части машин), объемные ящики для снаряжения на правом борту и корме башни и корме корпуса, новые радиостанция и система ППО.

- «Тиран-4Ш» — «Tiran-4» со 105-мм орудием М68. Модификация разработана в 1969 году, но переоборудованы были не все танки. Индекс «Ш» (буква «шин» на иврите) означает «шарир» (сильный). Боеукладка изменена под 105-мм выстрелы.

- «Тиран-5» — Т-55 со штатной 100-мм пушкой.

- «Тиран-5Ш» — «Tiran-5» с новым 105-мм орудием M68. Индекс «Ш» (буква «шин» на иврите) означает «шарир» (сильный). Боеукладка изменена под 105-мм выстрелы.

- «Тиран-6» — Т-62, переоборудованный в соответствии со стандартами ЦАХАЛ. Ввиду сравнительно небольшого количества захваченных Т-62 (200—300 штук) было произведено не более 100 экземпляров.

В качестве дополнительной защиты на башни некоторых танков крепили гусеничные траки. Также на некоторых танках была предусмотрена возможность установки комплекта динамической защиты «Blazer» I поколения (общей массой 800—1000 кг).
- Model «S» — экспортный вариант модернизации танков «Тиран-5Ш» и «Тиран-6», появившийся в 1984 году. На танке установлены: двигатель Detroit Diesel 8V-71T мощностью 609 л. с.; полуавтоматическая гидромеханическая трансмиссия; динамическая защита Blazer; стабилизатор вооружения фирмы HR Textron Incorporated; СУО Matador; теплоизоляционный кожух пушки; новая командирская башенка; пассивные ночные приборы командира, наводчика и механика-водителя, новые органы управления танком (штурвал); новые ящики для снаряжения и т. д.

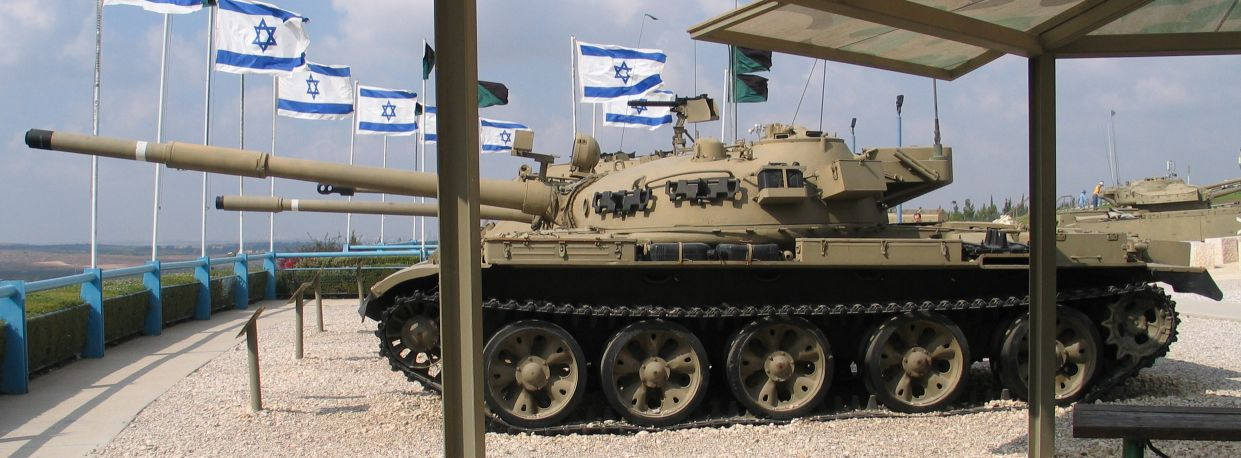
Тиран-6

Танки этого типа находились на вооружении ЦАХАЛ до начала 1980-х годов, после чего они были переведены в резервные части, а потом по большей части распроданы или переделаны в тяжёлый БТР «Ахзарит».
По состоянию на начало 2009 года на вооружении ЦАХАЛ находилось 261 танк Ti-67 и 126 танков Т-54, Т-55 и их модифицированных вариантов.

## Боевое применение
- Война на истощение (1967—1970)
- война Судного дня (1973) — было задействовано 146 израильских танков Ti-67[5]. В ходе боя за египетский город Суэц, защитниками Суэца было выведено из строя 10 израильских танков Ti-67[6]. В ходе войны было убито 52 танкиста «Тиранов» и 150 было ранено[7].
- израильское вторжение в Ливан (1982)
- боевые действия в южном Ливане (1982 — май 2000)

## Эксплуатанты
- Израиль: 350 единиц ТИ-67 по состоянию на 1991 год.[8]
- Уругвай: 12 танков ТИ-67

## Машины на базе
- тяжёлый гусеничный израильский БТР «Ахзарит»